# Okręg wyborczy Hunter
Okręg wyborczy Hunter (ang. Division of Hunter) – jednomandatowy okręg wyborczy do Izby Reprezentantów Australii, położony w północnej części Nowej Południowej Walii. Jego patronem jest drugi gubernator Nowej Południowej Walii John Hunter, od którego nazwiska pochodzi również nazwa regionu, którego znaczna część znajduje się w granicach okręgu. Był to jeden z pierwotnych federalnych okręgów wyborczych, ustanowionych przed pierwszymi wyborami do parlamentu zjednoczonej Australii w 1901 roku. Co więcej, pierwszym premierem Australii został poseł z okręgu Hunter Edmund Barton. Od drugiej dekady XX wieku okręg uznawany jest za bastion Australijskiej Partii Pracy.

## Lista posłów
| okres urzędowania | poseł              | przynależność |
| ----------------- | ------------------ | --- |
| 1901-1903         | Edmund Barton      | Partia Protekcjonistyczna                                                                                        |
| 1903-1910         | Frank Liddell      | Partia Wolnego Handlu / Partia Antysocjalistyczna (1901-1909) Związkowa Partia Liberalna (1909-1910)             |
| 1910-1928         | Matthew Charlton   | Australijska Partia Pracy                                                                                        |
| 1928-1958         | Rowley James       | Australijska Partia Pracy (1928-1931, 1936-1958) Australijska Partia Pracy (Nowej Południowej Walii) (1931-1936) |
| 1958-1960         | Herbert Vere Evatt | Australijska Partia Pracy                                                                                        |
| 1960-1980         | Bert James         | Australijska Partia Pracy                                                                                        |
| 1980-1984         | Bob James          | Australijska Partia Pracy                                                                                        |
| 1984-1996         | Eric Fitzgibbon    | Australijska Partia Pracy                                                                                        |
| od 1996           | Joel Fitzgibbon    | Australijska Partia Pracy                                                                                        |

źródło:

## Dawne granice

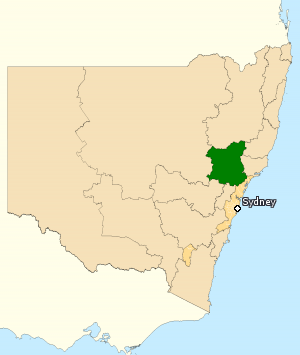
Okręg w granicach z 2010